# Kumberg

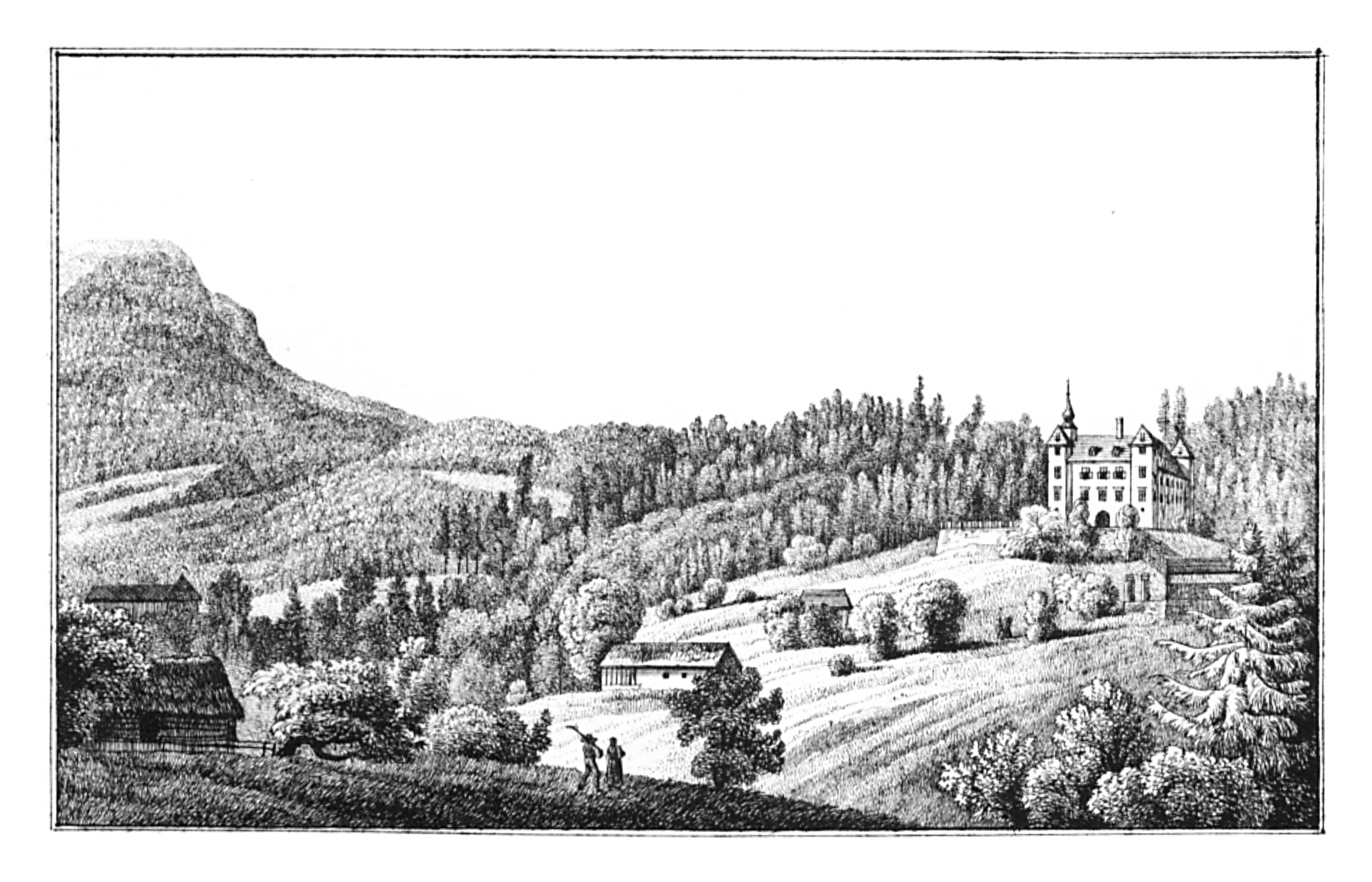
Kumberg mit Schloss Kainberg, Lith. J. F. Kaiser, um 1830

Kumberg ist eine Marktgemeinde mit 3922 Einwohnern (Stand 1. Jänner 2024) nordöstlich von Graz im Bezirk Graz-Umgebung im österreichischen Bundesland Steiermark.

## Geographie

### Geographische Lage
Kumberg liegt etwa 15 km nordöstlich der Landeshauptstadt Graz im Oststeirischen Hügelland am Rabnitzbach, einem Nebenfluss der Raab.

### Gemeindegliederung
Das Gemeindegebiet umfasst folgende vier Ortschaften (in Klammern Einwohnerzahl Stand 1. Jänner 2024):
- Gschwendt (997) samt Albersdorf, Birleiten, Frindorf, Gstauda, Jassing und Pircha
- Hofstätten (400) samt Grubberg, Hirtenfeldberg, Meierhöfen, Not und Würzelberg
- Kumberg (1766) samt  Hermsdorf, Kainberg und Meierhöfen
- Rabnitz (759) samt Eidexberg, Faßlberg, Forst und Wollsdorf

Die Gemeinde besteht aus den Katastralgemeinden Gschwendt, Hofstätten, Kumberg und Rabnitz.

### Nachbargemeinden
| Gutenberg-Stenzengreith | Gutenberg-Stenzengreith                     | Mortantsch             |
| Sankt Radegund bei Graz | Kompassrose, die auf Nachbargemeinden zeigt | Mitterdorf an der Raab |
| Weinitzen               | Eggersdorf bei Graz                         | Eggersdorf bei Graz    |

## Geschichte
Der Name des Ortes erinnert an seinen Gründer Kuno I. von Rott, Pfalzgrafen von Bayern (1055 – ca. 1086).
Kumberg wurde erstmals 1142 urkundlich erwähnt und ist seit dem Jahr 1964 Marktgemeinde. Etwa seit 1980 begann ein starker Zuzug in das Gemeindegebiet wie er für die Gemeinden des Grazer Umlandes typisch ist.

## Kultur und Sehenswürdigkeiten

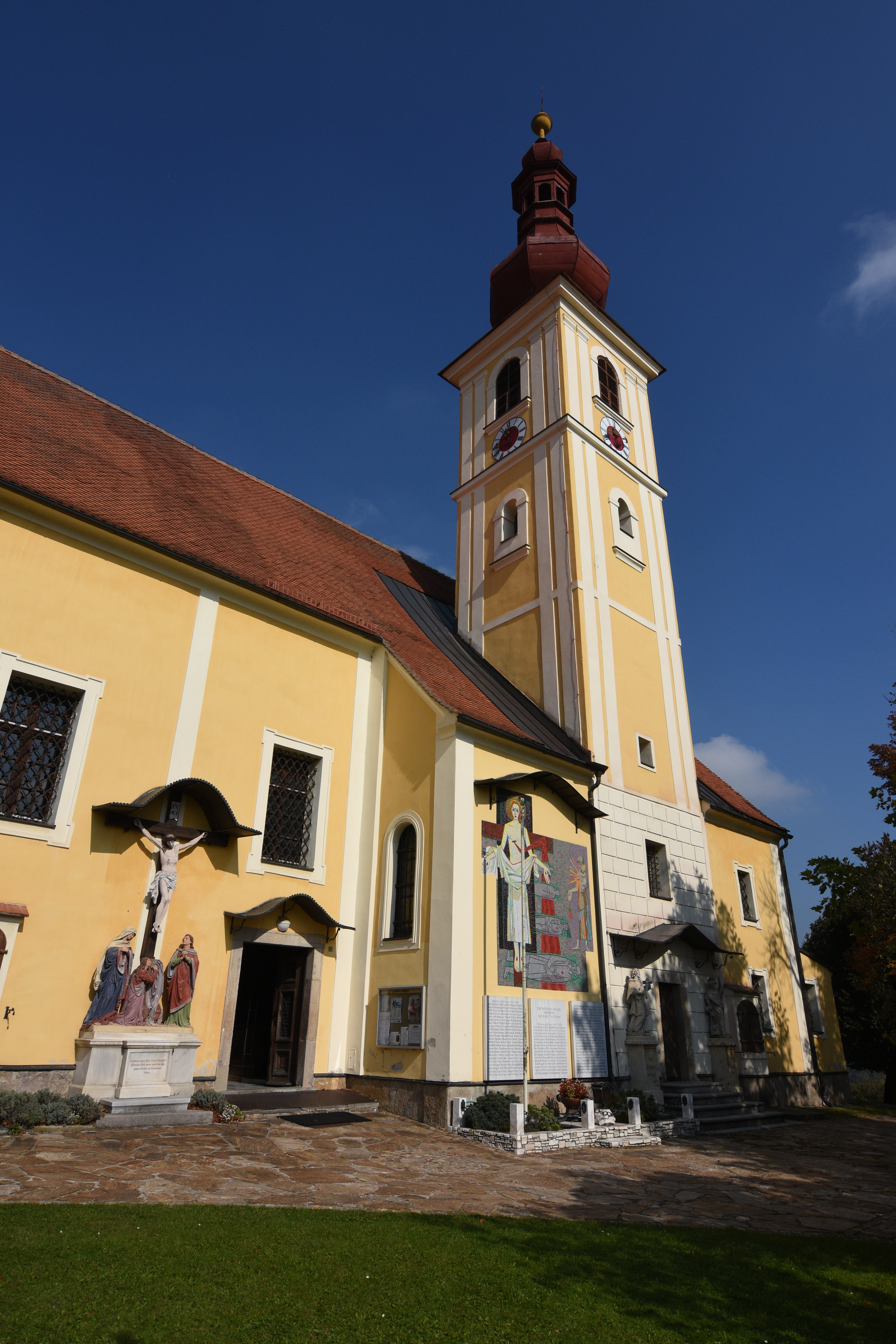
Pfarrkirche Kumberg

- Schloss Kainberg: Das Renaissanceschloss aus dem 16. Jahrhundert hat einen sehenswerten Arkadenhof. Da es sich in Privatbesitz befindet, ist es nur schwer zugänglich.
- Katholische Pfarrkirche Kumberg hl. Stephanus: Der Kirchenneubau aus 1700 wurde 1777 zur Pfarrkirche erhoben. An der Außenseite befindet sich ein Römerstein aus dem 2. Jahrhundert.
- Friedwald: Im Jahr 2012 wurde auf der Gemarkung Kumbergs Österreichs erster Friedwald eröffnet. Dieser befindet sich in einem Waldgrundstück am südöstlichen Ausläufer des Schöckls. Der Friedwald steht allen Konfessionen offen. Neben einem Schild an dem betreffenden Baum wurde auch ein zentraler Andachtsplatz eingerichtet.[3]

## Wirtschaft und Infrastruktur

### Verkehr
Die Weizer Straße (B 72) von Graz nach Weiz verläuft durch das Gemeindegebiet. Im Umkreis von 15 km gibt es keinen Autobahnanschluss – weder an die Süd Autobahn (A2) noch an die Pyhrn Autobahn (A9). Die Gleisdorfer Straße (B 65) ist ca. 10 km entfernt.
Im Gemeindegebiet gibt es keinen Bahnhof. Der Hauptbahnhof Graz ist ca. 18 km, der Weizer Bahnhof ca. 15 km entfernt.
Die Entfernung zum Flughafen Graz beträgt ca. 30 km.

### well welt Kumberg
Die well welt Kumberg ist ein 1979 eröffnetes Freizeitzentrum mit 1,6 Hektar großem Badesee und angeschlossenem Campdorf sowie Gastronomiebetrieb und Freizeiteinrichtungen wie einem Beachvolleyballplatz oder einer Minigolfanlage. In Verbindung mit der well welt stehen weiters eine Bogenschießanlage und das Fußballstadion des SV well welt Kumberg.

## Politik

### Gemeinderat
Der Gemeinderat hat 21 Mitglieder.
- Nach den Gemeinderatswahlen in der Steiermark 2000 hatte der Gemeinderat folgende Verteilung: 7 ÖVP, 4 SPÖ, 2 GRÜNE und 2 FPÖ.
- Nach den Gemeinderatswahlen in der Steiermark 2005 hatte der Gemeinderat folgende Verteilung: 13 ÖVP, 6 SPÖ und 2 GRÜNE.[4]
- Nach den Gemeinderatswahlen in der Steiermark 2010 hatte der Gemeinderat folgende Verteilung: 14 ÖVP, 5 SPÖ und 2 GRÜNE.[5]
- Nach den Gemeinderatswahlen in der Steiermark 2015 hatte der Gemeinderat folgende Verteilung: 13 ÖVP, 3 NEOS, 3 GRÜNE und 2 SPÖ.[6]
- Nach den Gemeinderatswahlen in der Steiermark 2020 hat der Gemeinderat folgende Verteilung: 13 ÖVP, 4 GRÜNE, 3 Bürgerliste Kumberg und 1 SPÖ.[7]

### Bürgermeister
- seit 2000 Franz Gruber (ÖVP)

## Persönlichkeiten

### Ehrenbürger der Gemeinde
- 1979: Franz Wegart (1918–2009), Landeshauptmann-Stellvertreter

### Söhne und Töchter der Gemeinde
- Sigmund Conrad von Eybesfeld (1821–1898), Jurist, Beamter und Politiker[8]
- Peter Krenn (1889–1958), Politiker (CSP)
- Fritz Hartlauer (1919–1985), Maler, Graphiker, Bildhauer, Kunsthandwerker, Designer und Architekt
- Johanna Färber (* 1998), Sportkletterin

### Mit Kumberg verbundene Persönlichkeiten
- Kuno I. von Rott (ca. 1015 – ca. 1086), Pfalzgraf
- Cornelia Hütter (* 1992), Skirennläuferin
- Stefanie Job (1909–2002), Schönheitskönigin, Schauspielerin und Autorin